# Projekt 1266
Projekt 1266 Rubin (v kódu NATO třída Gorya) je třída oceánských minolovek sovětského námořnictva z doby studené války. Postaveny byly pouze dvě jednotky této třídy.

## Stavba

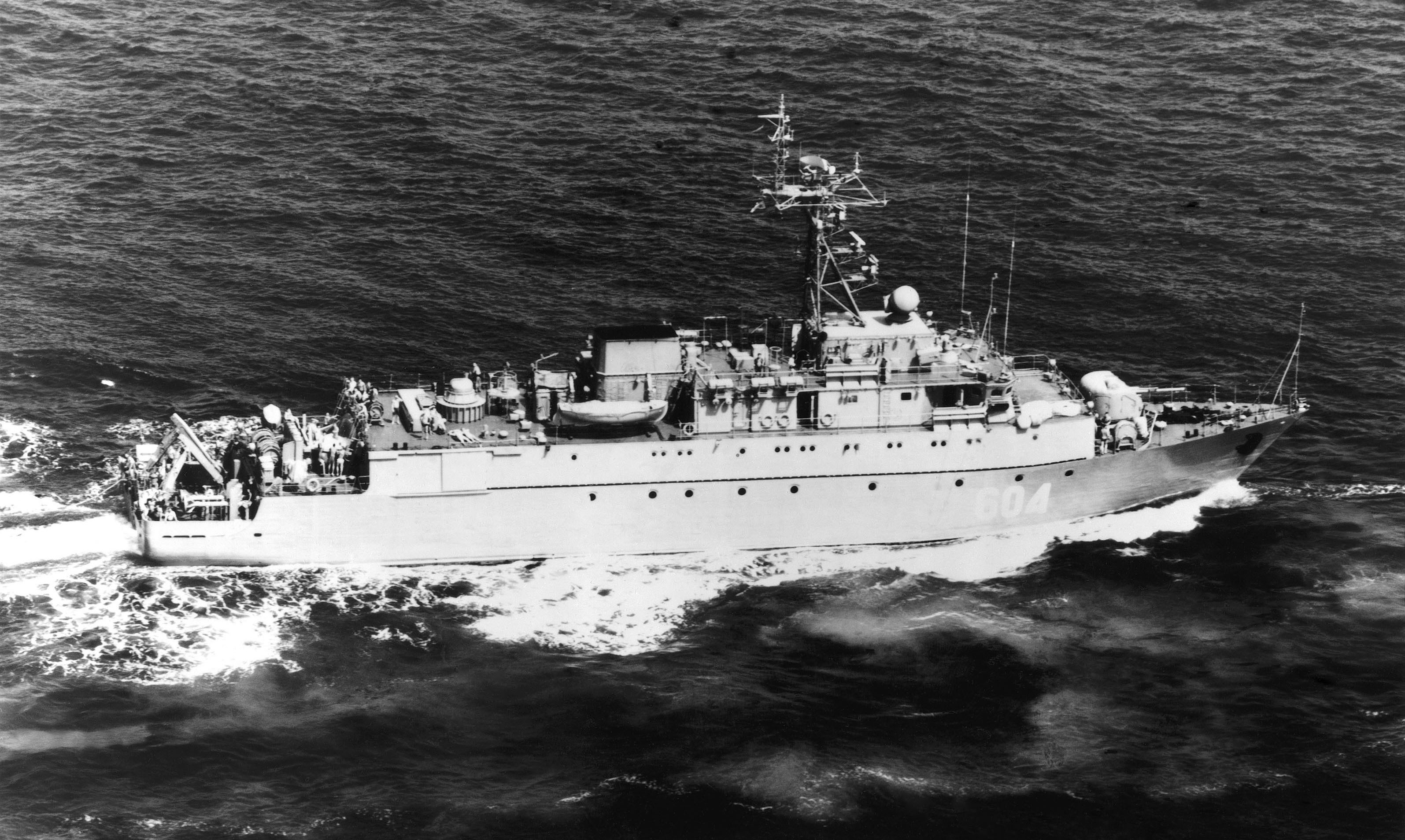
Sovětská minolovka Železňakov v roce 1989

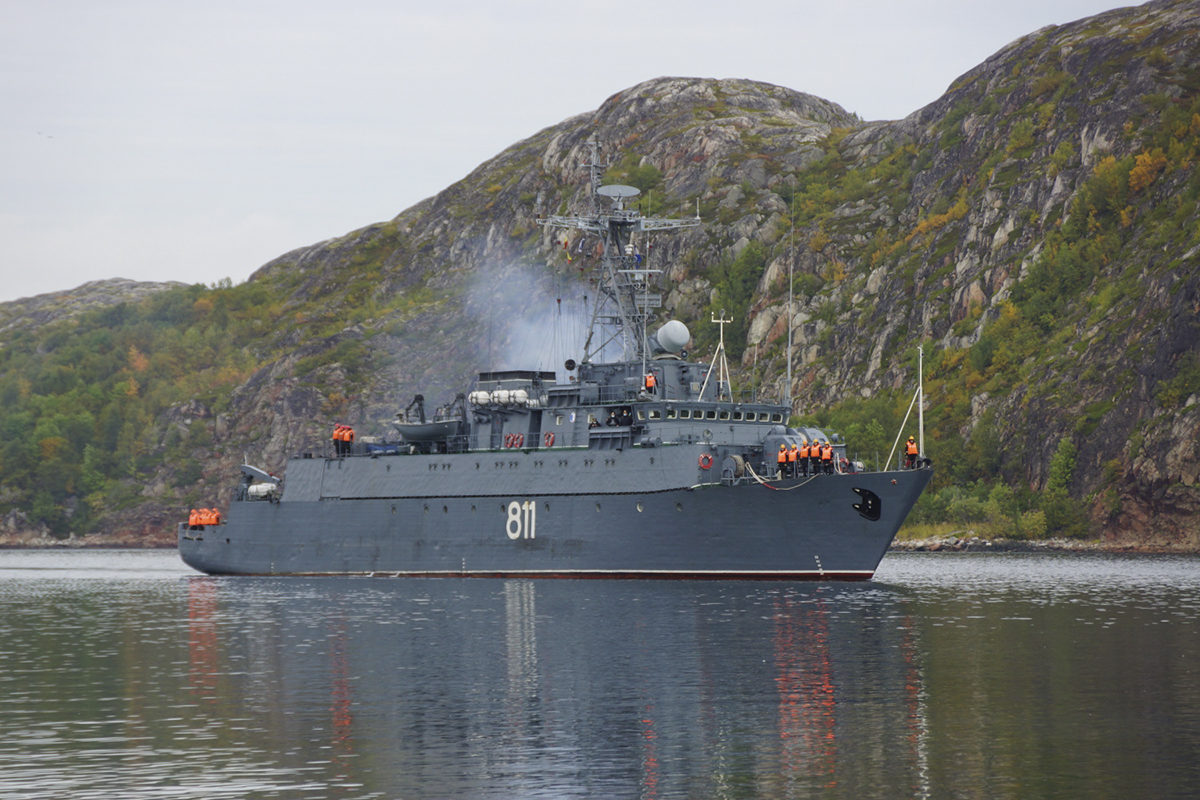
Gumaněnko

První dvě jednotky této třídy byly rozestavěny roku 1985. Železňakov vstoupil do služby v roce 1988. Program stavby těchto plavidel následně narušil rozpad SSSR a vleklá krize, která nástupnické Rusko postihla. Druhá jednotka třídy, pojmenovaná Gumaněnko, proto do služby vstoupila teprve roku 2000 (jiný pramen uvádí 1994).

## Konstrukce
Hlavňovou výzbroj tvoří jeden 76,2mm kanón AK-176M v dělové věži na přídi a jeden rotační 30mm kanón AK-630M. K obraně proti napadení ze vzduchu slouží osm protiletadlových řízených střel 9K38 Igla (v kódu NATO SA-N-14). Pohonný systém tvoří dva diesely M-503B-37 o celkovém výkonu 5000 hp. Lodní šrouby jsou dva. Nejvyšší rychlost dosahuje sedmnáct uzlů.